# Cyphon jiangxiensis
Cyphon jiangxiensis is een keversoort uit de familie moerasweekschilden (Scirtidae). De wetenschappelijke naam van de soort werd in 2002 gepubliceerd door Yoshitomi.